# Flore des États-Unis
La flore indigène des États-Unis comprend environ 17 000 espèces de plantes vasculaires, ainsi que des dizaines de milliers d'autres espèces d'autres plantes et organismes apparentés aux plantes comme les algues, les lichens et autres champignons et mousses. Environ 3 800 espèces de plantes vasculaires non indigènes supplémentaires sont enregistrées comme établies hors de la culture aux États-Unis, ainsi qu'un nombre beaucoup plus faible de plantes non vasculaires non indigènes et de plantes apparentées. Les États-Unis possèdent l'une des flores tempérées les plus diversifiées au monde, comparable uniquement à celle de la Chine. 

## Aspects géographiques
Plusieurs facteurs biogéographiques contribuent à la richesse et à la diversité de la flore américaine. Alors que la plupart des États-Unis a un climat tempéré, l'Alaska possède de vastes zones arctiques, la partie sud de la Floride est tropicale, ainsi que Hawaii (y compris les hautes montagnes), et les sommets alpins sont présents sur de nombreuses montagnes de l'ouest, ainsi que quelques-uns dans le nord-est. Le littoral américain borde trois océans: l'Atlantique (et le golfe du Mexique), l'Arctique et le Pacifique. Enfin, les États-Unis partagent de longues frontières avec le Canada et le Mexique, et sont relativement proches des Bahamas, de Cuba et d'autres îles des Caraïbes et de l'Asie extrême-orientale. On y trouve aussi bien des forêts pluviales (tempérées dans l’État de Washington, tropicales à Hawaii) ainsi que certains des déserts les plus secs du monde. 
La forêt mixte (conifères, feuillus) des Appalaches se caractérise par la profusion et la grande variété des arbres (chênes, hêtres, bouleaux, noyers, sapins, épicéas, érables). Elle atteint un maximum de diversité dans le Great Smoky Mountains National Park, à l’ouest de la Caroline du Nord et à l’est du Tennessee, qui possède à lui seul plus d’espèces d’arbres que tout le continent européen. D’épaisses forêts de conifères (pins, cèdres rouges, sapins de Douglas, épicéas) couvrent également les montagnes Rocheuses septentrionales, notamment dans les montagnes du Nord-Ouest pacifique (chaîne des Cascades, Olympic Mountains). Elles laissent progressivement la place, vers le sud, à des forêts sèches de pins jaunes, puis à une végétation basse de type garrigue (chaparral californien). Au sud-ouest, le massif montagneux de la Sierra Nevada, où les précipitations demeurent notables, est célèbre pour ses forêts de séquoias géants millénaires. La plaine côtière de l’Atlantique et du golfe du Mexique est le domaine du pin et du gommier tandis que la côte marécageuse est bordée de cyprès et de palétuviers. Dans les plateaux semi-arides (« Hautes Plaines », plateaux de l’Ouest) domine une végétation steppique de plus en plus clairsemée, au caractère xérophile (adapté à la sécheresse). 
Les « Hautes Plaines » sont le domaine des prairies naturelles (chiendents, armoises, genévriers). Vers l’ouest, la prairie se dégrade et laisse la place à des formations herbeuses plus courtes, puis à une végétation discontinue. Dans les montagnes Rocheuses, les étendues désertiques (plateaux et bassins intérieurs), présentant une végétation xérophile et discontinue composée de courts arbustes, de buissons épineux, de cactées (cactus, euphorbes candélabres), de yuccas et de pins parasols, alternent avec les montagnes couvertes de forêts. 
La vallée de la Mort constitue l’une des terres les plus arides du monde. Toutefois, les techniques d’irrigation, de plus en plus modernes, font aujourd’hui reculer le désert. De vastes zones forestières ont été précocement protégées par la législation américaine (parcs nationaux). Aujourd’hui, le reboisement l’emporte sur le déboisement, notamment dans le Sud dont les forêts, décimées par les incendies, sont replantées de façon intensive (arbres à pousse rapide) à des fins commerciales

## Flore indigène
La flore indigène des États-Unis a fourni au monde un grand nombre de plantes horticoles et agricoles, principalement des plantes ornementales, telles que le cornouiller à fleurs, le bouton rouge, le laurier des montagnes, le cyprès chauve, le magnolia à grandes fleurs et le robinier faux acacia, tous maintenant cultivés dans les régions tempérées du monde entier, mais aussi diverses plantes alimentaires telles que les bleuets, les framboises noires, les canneberges, le sirop et le sucre d'érable et les pacanes, le pin de Monterey et d'autres arbres à bois. 
Certaines des plantes indigènes des États-Unis, comme Franklinia alatamaha, se sont manifestement éteintes ou éteintes à l'état sauvage ; d'autres, comme Micranthemum micranthemoides, n'ont pas été observés depuis des décennies, mais peuvent encore exister. Des milliers d'autres plantes vasculaires indigènes des États-Unis sont considérées comme rares, menacées ou en voie de disparition, à l'échelle mondiale (à l'échelle de l'aire de répartition) ou dans des États particuliers. 

## Divisions
Selon Armen Takhtajan, Robert F. Thorne et d'autres géobotanistes, le territoire des États-Unis (y compris Hawaii et l'Alaska) est divisé entre trois royaumes floristiques, six régions floristiques et douze provinces floristiques, caractérisées par un certain degré d'endémisme : 
Royaume Holarctique
Région circumboréale
*Province Arctique
*Région circumboréale canadienne
Région de l'Atlantique nord-américain 
*Province des Appalaches
*Province de la plaine côtière de l'Atlantique et du Golfe
*Province des Prairies d'Amérique du Nord
Région des montagnes Rocheuses
*Province de Vancouver
*Province des Rocheuses
Région de Madrean 
*Province du Grand Bassin
*Province floristique de Californie
*Province de Sonora
Royaume néotropical
Région Caraïbe
*Province des Antilles
Royaume paléotrope
Région hawaïenne 
*Province hawaïenne

## Quelques arbres emblématiques
Sequoias : Sequoia Redwood, Sequoia géant (arbres officiels de Californie)
Palmiers : Palmier de Californie, Palmier des Sables (arbre officiel de Floride et de Caroline du Sud)
Conifères: Sapin de Douglas (arbre officiel de l'Oregon), Pruche de l'Ouest (arbre officiel de l’État de Washington), Pin Bristlecone (arbre officiel du Nevada), Epinette de Sitka (arbre officiel d'Alaska), Epicéa bleu du Colorado (arbre officiel du Colorado), Pin Blanc d'Amérique (arbre officiel du Maine et du Michigan), Pin Ponderosa (arbre officiel du Montana), Pruche du Canada (arbre officiel de Pennsylvanie), Pin argenté (arbre officiel de l'Idaho), Pin rouge (arbre officiel du Minnesota)
Marais : Pin des Marais (arbre officiel de l'Alabama), Palétuvier, Cyprès chauve (arbre officiel de la Louisiane)
Autres :
Chêne de Virginie, Chêne blanc d'Amérique (arbre officiel du Connecticut, de l'Illinois et du Maryland), chêne rouge d'Amérique (arbre officiel du New Jersey)
Érable à sucre (arbre officiel du Vermont, de New-York, du Wisconsin et de Virginie Occidentale), Érable rouge (arbre officiel du Rhode Island)
Liquidambar (ou copalme d'Amérique)
Tulipier de Virginie (arbre officiel de l'Indiana, du Kentucky et du Tennessee)
Orme d'Amérique (arbre officiel du Massachusetts et du Dakota du Nord)
Pacanier ou noyer de Pécan (arbre officiel du Texas)

## Quelques fleurs emblématiques
Cactus : Saguaro (plante officielle de l'Arizona), Tuyau d'Orgue, Yucca (plante officielle du Nouveau-Mexique), Arbre de Josué, Ocotillo
Oranger de Floride (plante officielle de Floride)
Magnolia (plante officielle de la Louisiane et du Mississippi)
Laurier de Californie
Pavot de Californie (plante officielle de Californie)
Myosotis alpestre (plante officielle d'Alaska)
Ancolie bleue des Rocheuses (plante officielle du Colorado)
Verge d'or géante (plante officielle du Kentucky et du Nebraska)
Cornouiller à fleurs (plante officielle du Missouri et de la Virginie)
Lupin du Texas ou Bluebonnet (plante officielle du Texas)
Rhododendron côtier (plante officielle de l’État de Washington)
Pinceau indien ou pinceau du Wyoming (plante officielle du Wyoming)
Violette bleue (plante officielle du Wisconsin et du New Jersey)
Hibiscus hawaiien (plante officielle d'Hawaii)
Armoise tridentée (plante officielle du Nevada)
Aubépine (plante officielle du Missouri)
Tournesol (plante officielle du Kansas)

## Diaporama d'arbres et plantes remarquables aux États-Unis

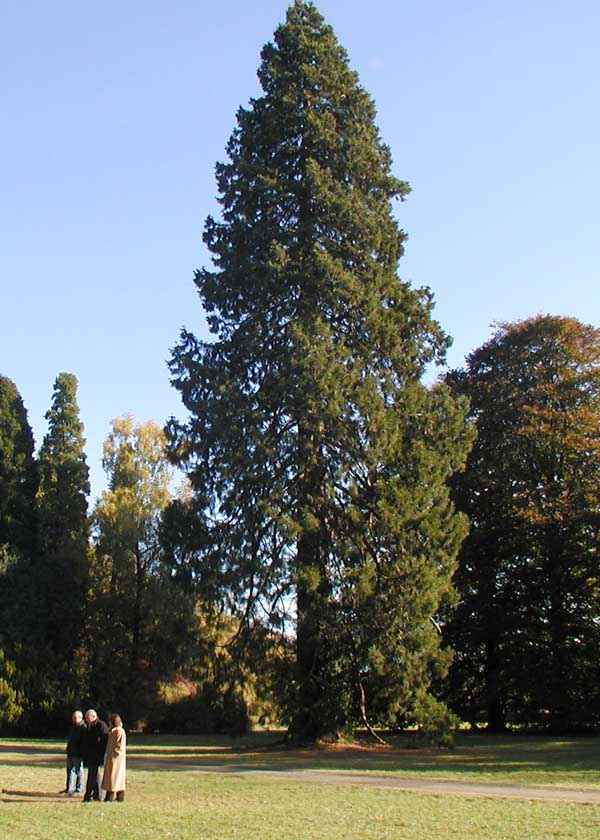
Sequoia
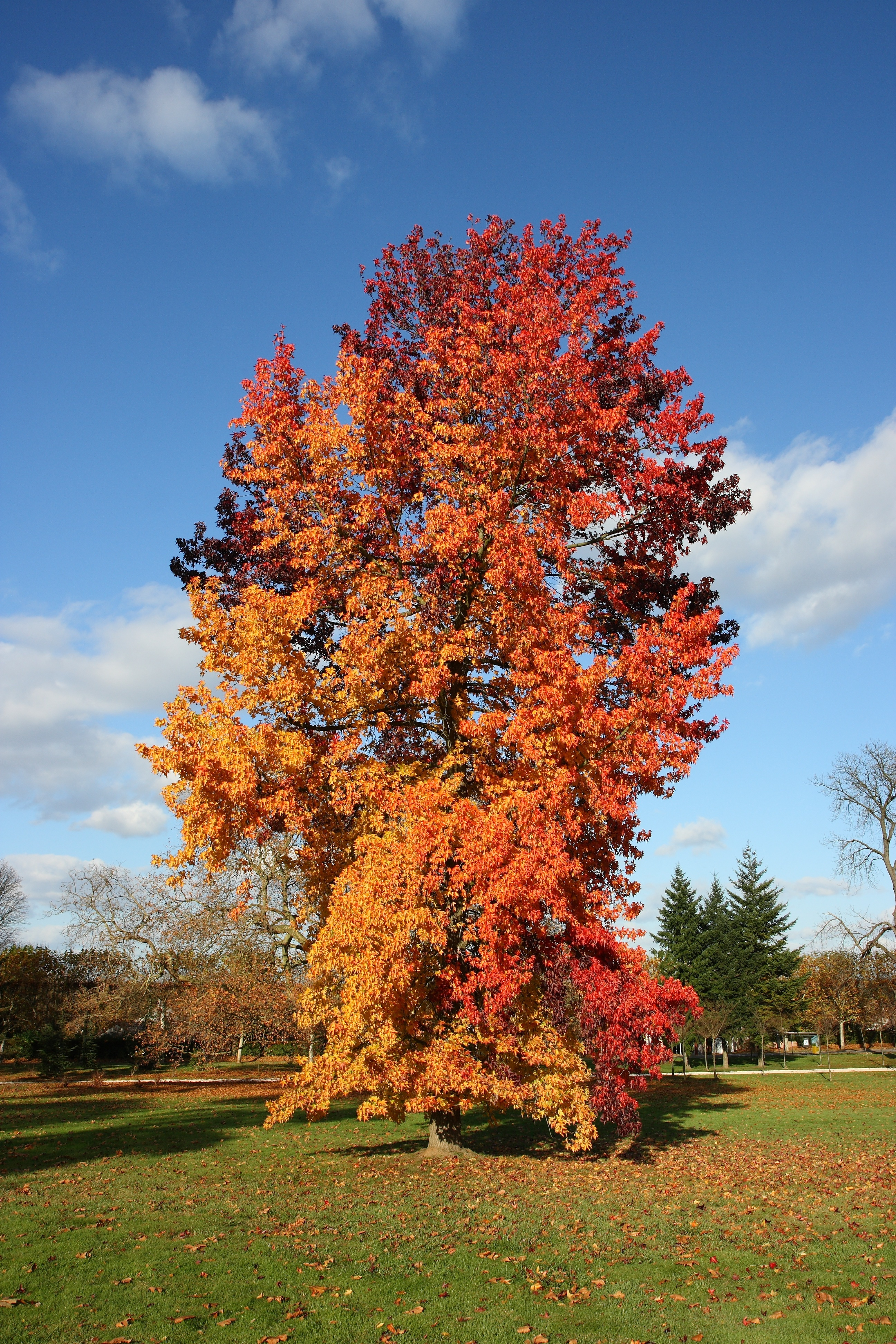
Copalme d'Amérique
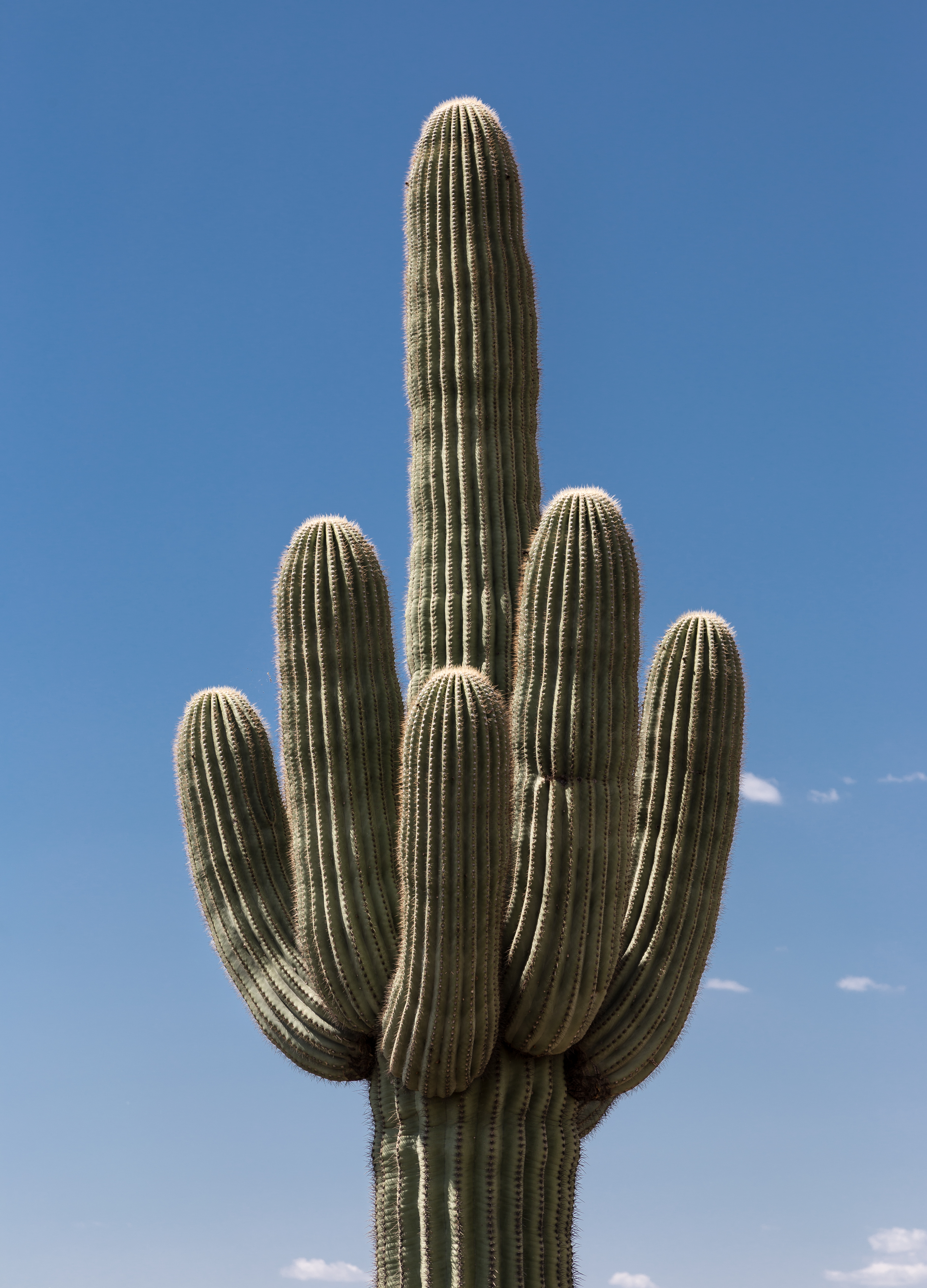
Cactus Saguaro
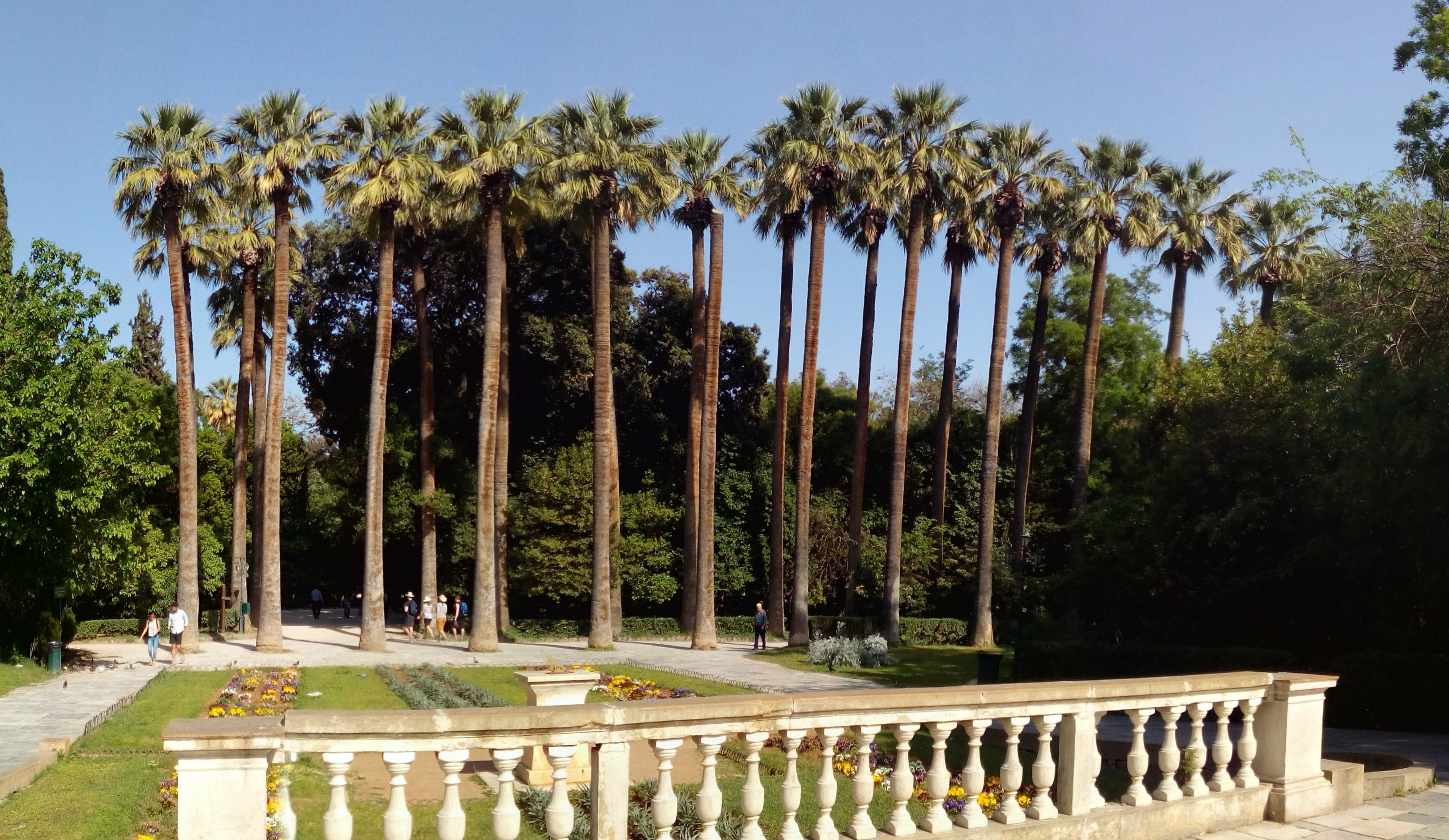
Palmiers de Californie
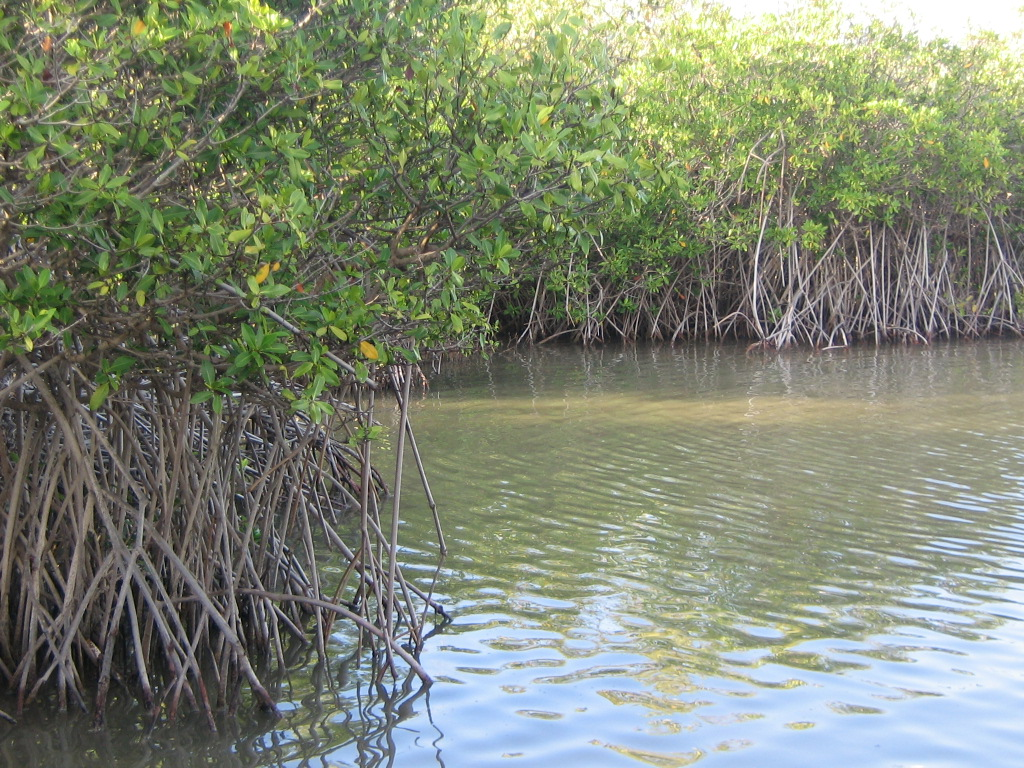
Palétuvier
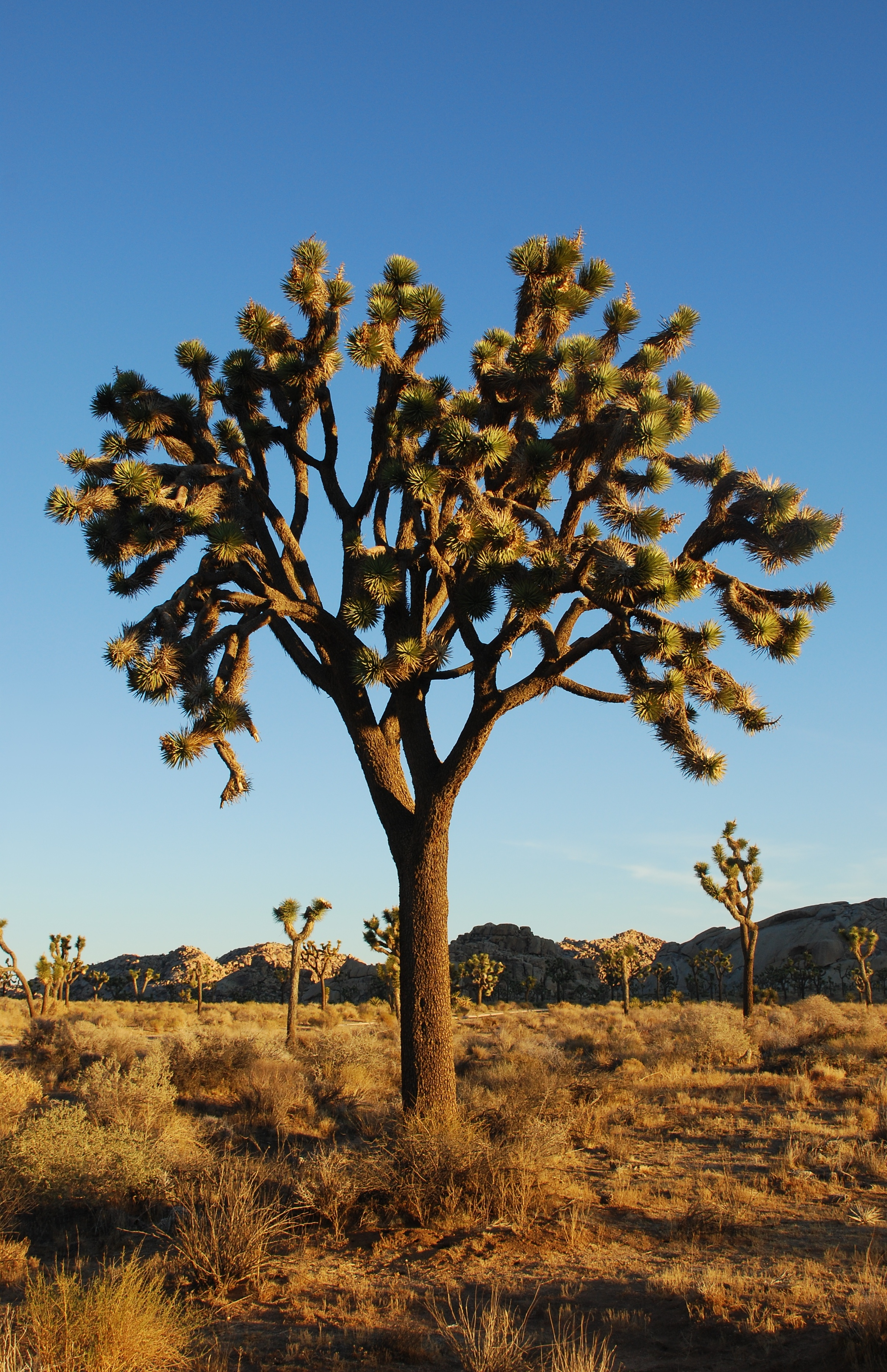
Joshua Tree
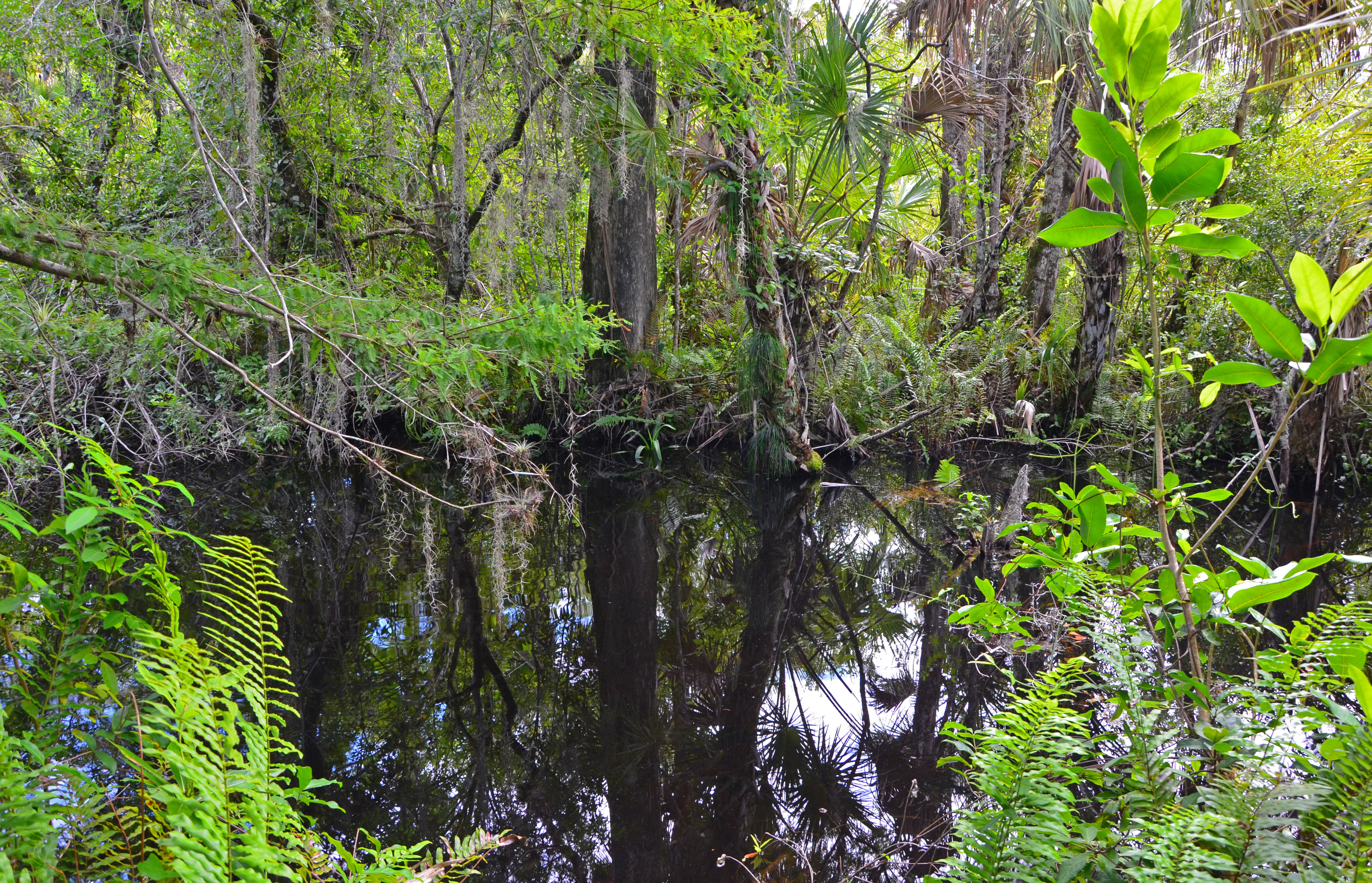
Cyprès chauves
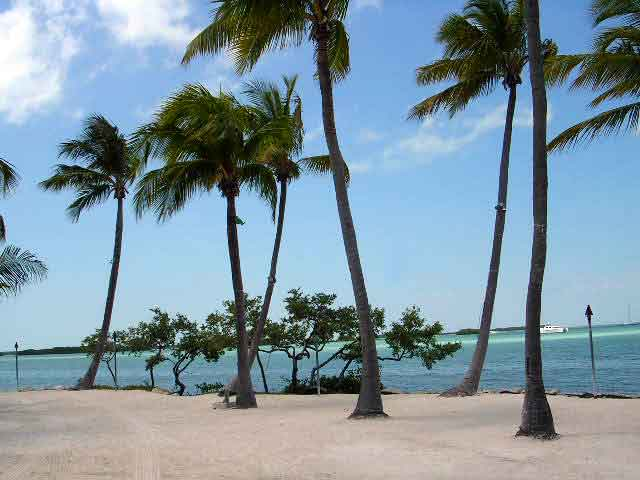
Cocotiers dans les Keys en Floride
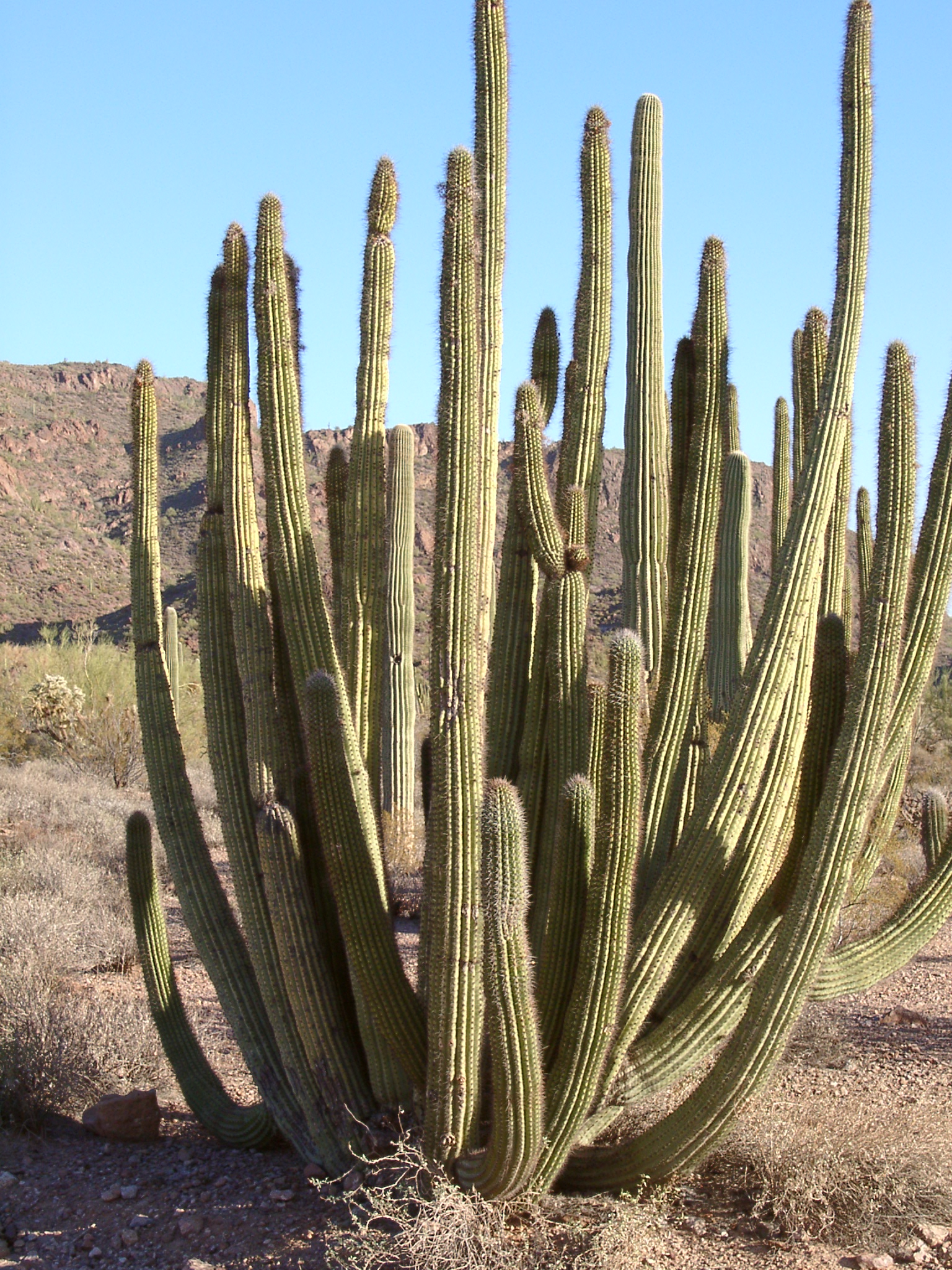
Cactus tuyau d'orgue
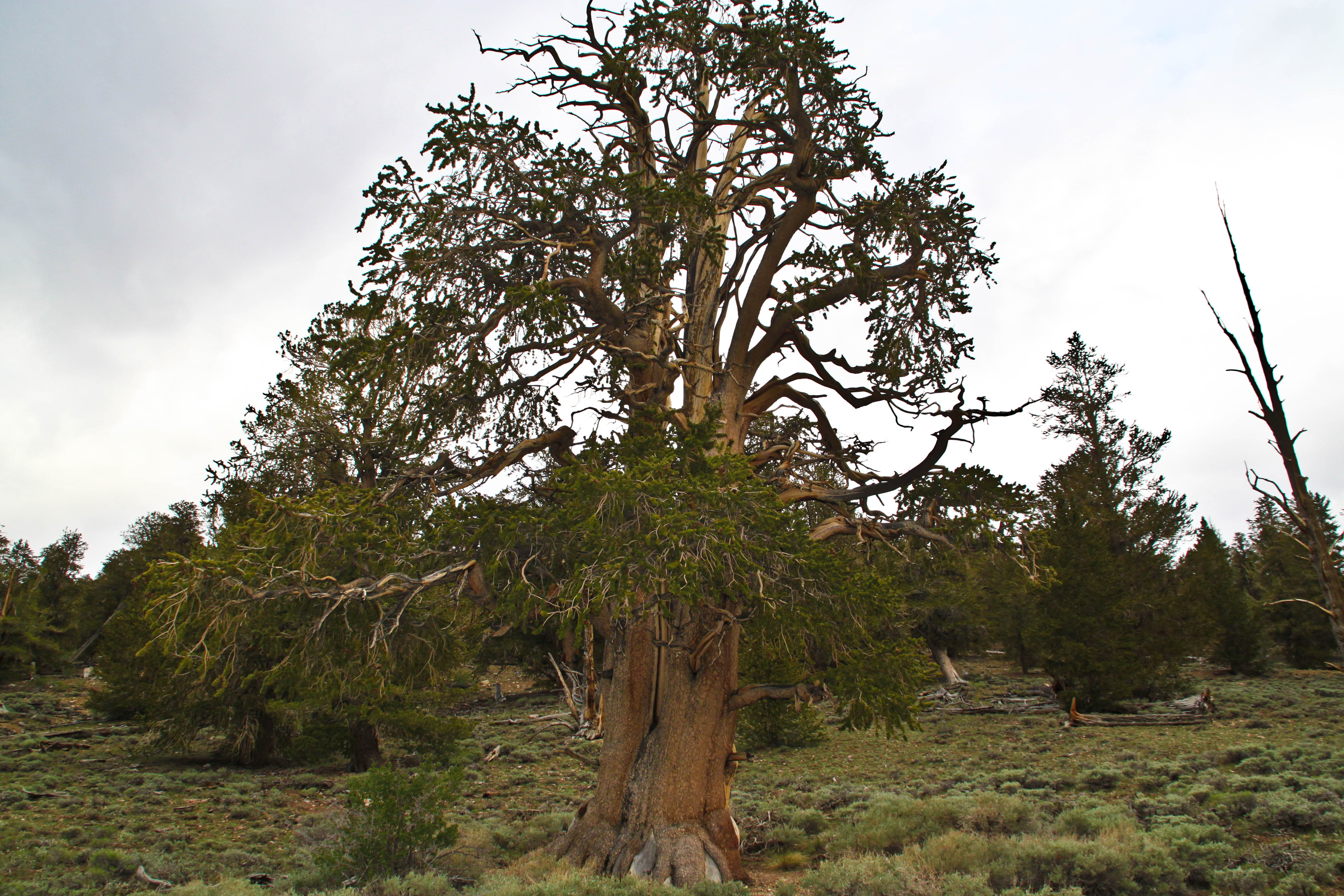
Pin Bristlecone
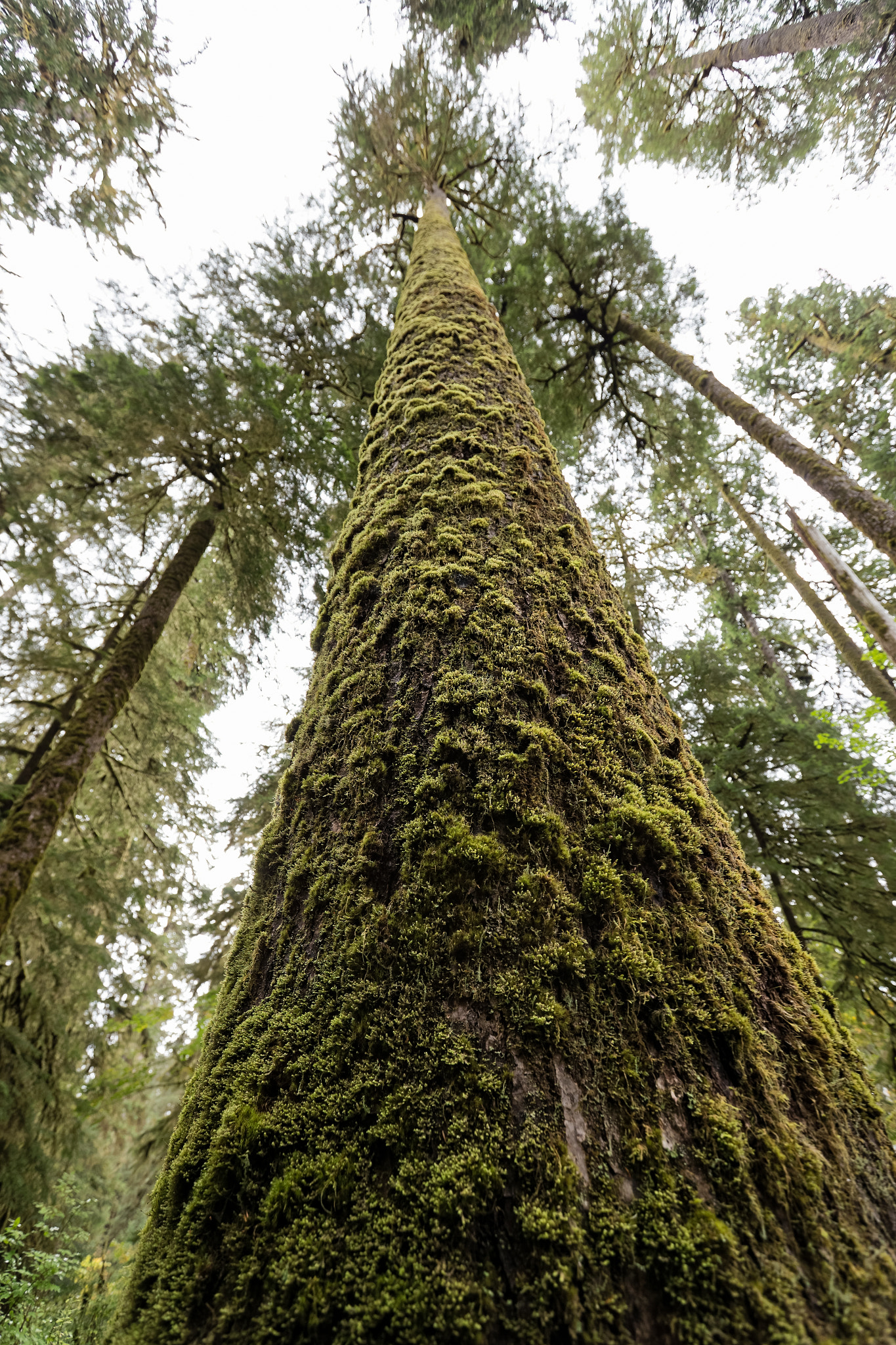
Epicéa de Sitka
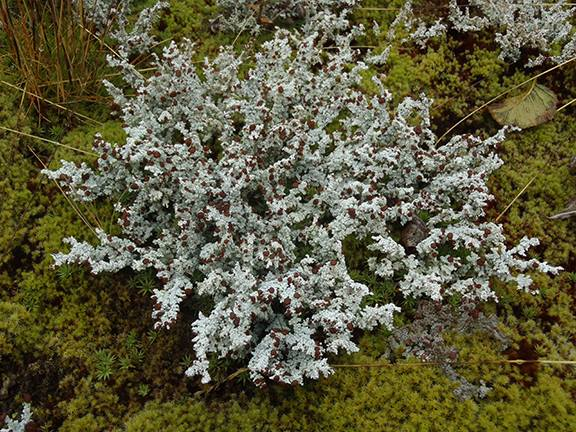
Lichen en Alaska